# Major Grubert
Le major Grubert est un personnage fictif utilisé par Mœbius dans ses bandes dessinées à partir des années 1970. Mœbius a utilisé ce personnage dans plusieurs histoires n'ayant souvent aucun lien entre elles, soit comme personnage principal soit comme personnage secondaire. Souvent son nom est d'ailleurs juste évoqué dans une histoire où il n'apparaît pas, ce qui accroît son caractère énigmatique et a contribué à en faire un personnage emblématique de l'univers créatif de Mœbius.

## Apparitions
Les premières apparitions dessinées du major Grubert ont lieu dans les années 1970 dans l'hebdomadaire Pilote (« dans une chronique canularesque sur les merveilles de l'Univers », dans le numéro 749 du 14/03/1974) et dans les pages spéciales « été » du quotidien France-Soir. Il est alors le héros de courtes bandes dessinées satiriques, sous le titre La chasse au Français en vacances ; il incarne un explorateur colonial un peu ridicule qui chasse un gibier très particulier : le touriste français. Il y est accompagné de son fidèle compagnon, Umberto Manteca. Ces histoires insistent sur le caractère très stéréotypique des personnages en présence. Le major Grubert y est vêtu d'un uniforme traditionnel colonial avec un Battle dress, un bermuda militaire, des chaussettes montantes en laine sous des rangers et un casque colonial, évoquant à la fois l'explorateur européen de retour d'Afrique et le major britannique de l'armée des Indes.
Le major fera ensuite une apparition importante dans Le Garage hermétique. Apparu tout d'abord « en renfort » d'une histoire improvisée et décousue, on découvrira vite un major Grubert totalement différent, presque maître du Monde, en tous cas maître d'un monde qu'il a apparemment lui-même créé. Désormais le major devient un héros « adulte », son bermuda devient un pantalon d'équitation et ses rangers des bottes de cuir à la Blueberry ; son casque lui-même évolue profondément pour devenir un emblème du personnage, il s'allonge en hauteur et est surmonté d'une pointe dont on apprendra qu'elle est directement reliée au Ciguri, navire spatial personnel du major, et peut recevoir ainsi une « impulste thynique ».

## Biographie de fiction
Un des personnages du Garage, l'Archer, racontera une version de la vie du major Grubert. Selon lui le major était à l’origine un terrien, un Allemand né au XXe siècle, journaliste du journal Die Welt, qui passa dans une autre dimension en franchissant le petit cercle transtemps à Angkor (Cambodge). Il devint ingénieur spécialisé en magie spatiale et notamment dans les phénomènes d’entropie nodale du tissu intergalaxial. Lors d’un vol spatial avec l’explorateur Lewis Cern, dans la nébuleuse Hakbah du Saligaa, il découvrit l’épave de la Otra, l’arche-mère des anciens, où il découvrit le secret de l’immortalité. Ses travaux le menèrent à la découverte de l’effet Grubert, dont il déposa le brevet, et qui lui permit de construire son monde immense à l’intérieur d’un minuscule astéroïde. 